# Tatra K2G
Tatra K2G je dvoučlánková (kloubová) tramvaj, která vznikla modernizací typu Tatra K2. Přestavby na typ K2G, jejichž hlavním účelem bylo nahrazení nehospodárné elektrické výzbroje, probíhaly ve druhé polovině 90. let 20. století v Ostravě (sedm vozů) a na přelomu 20. a 21. století v Bratislavě (jeden vůz).

## Historické pozadí
Zatímco v polovině 90. let 20. století byly modernizace vozů Tatra T3 již v plném proudu, tramvaje K2 (také vzhledem k menšímu počtu provozovatelů) zůstávaly prakticky ve stejné podobě, v jaké začaly být vyráběny v polovině 60. let. První vlaštovkou u „ká dvojek“ se staly ostravské rekonstrukce na typ K2G, jedním z hlavních důvodů modernizace bylo nahrazení elektrické výzbroje za hospodárnější a spolehlivější. První tramvaje v Ostravě byly zrekonstruovány na typ K2G v roce 1995.
Důvody modernizace jednoho vozu na typ K2G v Bratislavě byly odlišné. Jednalo se o opravu tramvaje po těžké dopravní nehodě, přičemž vůz byl zmodernizován i v elektrické části díky elektrickým výzbrojím, které měl Dopravný podnik Bratislava na skladě.

## Modernizace
Při modernizaci na typ K2G byla kompletně opravena vozová skříň: skelet vozu byl otryskán, opraven, byly vyměněny vlnité boční plechy za plechy rovné. U prvních dvou ostravských tramvají došlo v prostoru pro cestující pouze k náhradě podlahové krytiny za novou protiskluzovou, sedačky byly ponechány původní laminátové, u dalších vozů byl výrazněji modernizován i interiér (topení, nové čalouněné sedačky). První tři vozy rovněž nebyly vybaveny elektronickým informačním systémem pro cestující, který byl do těchto tramvají doplněn dodatečně, do ostatních vozů byl informační systém osazen již při modernizaci. Změn se dočkala i kabina řidiče – ovládací deska byla upravena, řízení vozu pedály bylo zrušeno a nahrazeno ručním řadičem.
V elektrické části byla původní odporová elektrická výzbroj nahrazena dvojitou výzbrojí ČKD TV8 na bázi GTO tyristorů s odděleným řízením trakčních podvozků (hnací jsou krajní podvozky, střední podvozek je běžný). Na střechu prvního článku tramvaje byl umístěn odporník elektrodynamické brzdy. Do vozu byly místo původních motorgenerátorů osazeny dva statické měniče, které byly později nahrazeny jedním. Novinkou rovněž byla instalace polopantografu.
Úpravy provedené u bratislavské tramvaje K2G byly podobné, jako tomu bylo v Ostravě. Vozová skříň byla opravena, byl modernizován interiér, stanoviště řidiče, byl instalován informační systém pro cestující, polopantograf, ruční řadič a zdvojená tyristorová výzbroj TV8.

## Provoz tramvají Tatra K2G

### Ostrava
| Provoz  | Článek | Typ | Roky modernizací | Počet vozů | Poznámky |
| ------- | ------ | --- | ---------------- | ---------- | -------- |
| Ostrava | článek | K2G | 1995–1998        | 7 kusů     |          |

První tramvají typu K2G se stal ostravský vůz evidenčního čísla 808, do kterého byla v rámci generální opravy v roce 1995 instalována elektrická výzbroj typu TV8. Téhož roku byl modernizován i druhý ostravský vůz ev. č. 809, v roce 1996 je následovala tramvaj č. 810. V následujících letech byly rekonstruovány vždy dva vozy: 1997 – ev. č. 805 a 811, 1998 – č. 806 a 807, čímž tyto modernizace v Ostravě skončily. Rekonstruovány nebyly nejstarší ostravské tramvaje K2, které měly být původně brzy vyřazeny či měly být zařazeny mezi historické exponáty, později ale dvě z nich byly modernizovány na typ Tatra K2P.
Modernizace tramvají probíhaly v ústředních dílnách Dopravního podniku Ostrava, kde proběhla většina prací, ve spolupráci s firmou KOS Krnov, která provedla otryskání skeletů.
Vůz ev. č. 810 byl vyřazen po nehodě v roce 2008. Vozy ev. č. 808 a 809 byly v roce 2013 oficiálně rekonstruovány na typ VarioLF2R.S č. 1403 a 1402. Vůz ev. č. 811 byl sešrotován v roce 2017. V roce 2018 byly postupně vyřazeny poslední vozy K2G ev. č. 805–807, nahrazeny byly novými tramvajemi Stadler Tango NF2, čímž došlo k ukončení provozu typu K2G v Ostravě.

### Bratislava
| Provoz     | Článek | Typ | Roky modernizací | Počet vozů | Poznámky |
| ---------- | ------ | --- | ---------------- | ---------- | -------- |
| Bratislava | článek | K2G | 1998–2005        | 1 kus      |          |

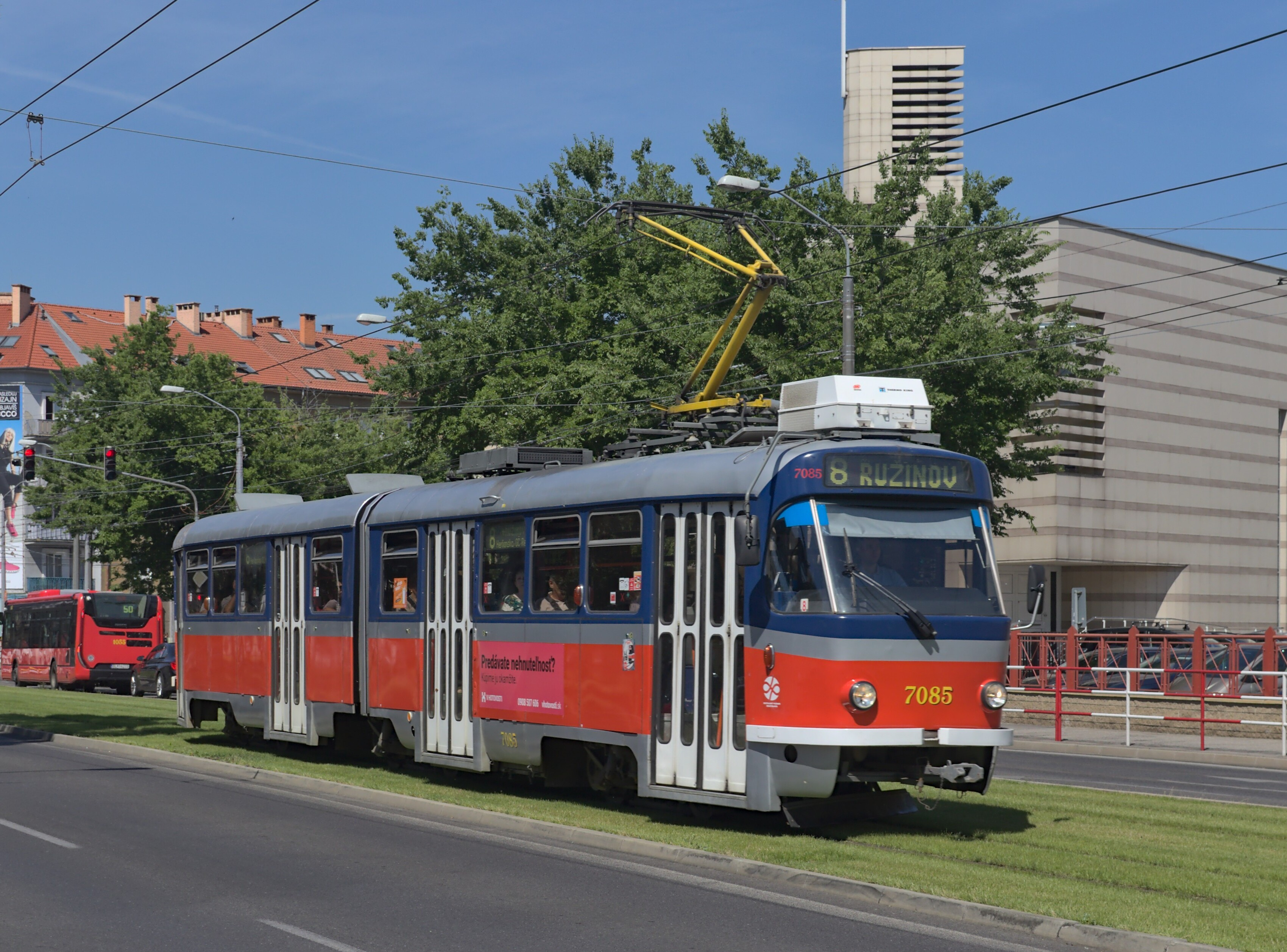
Tramvaj Tatra K2G v Bratislavě

Mezi lety 1998 a 2005 byl modernizován i jeden vůz K2 v Bratislavě. Jednalo se o tramvaj ev. č. 7085, která se v roce 1998 zúčastnila těžké dopravní nehody. Délka modernizace, která probíhala v ústředních dílnách Dopravného podniku Bratislava, byla zapříčiněna komplikacemi – poškozením tramvaje dílenským jeřábem a krachem výrobce vozu i elektrické výzbroje TV8, firmy ČKD Trakce, která nedodala dopravnímu podniku dokumentaci pro zapojení výzbroje.